# Andrew Cuomo
Andrew Mark Cuomo (n. 6 de desembre de 1957) és un polític estatunidenc demòcrata, governador de l'estat de Nova York.
Va assumir el càrrec de governador el gener de 2011. De 1997 a 2001 va ser secretari del Departament d'Habitatge i Desenvolupament Urbà dels Estats Units dels Estats Units. El seu pare Mario Cuomo va ser governador de Nova York de 1983 a 1994.
El gener de 2013, Cuomo, converteix Nova York en el primer Estat a endurir el control d'armes als EUA després de la massacre de Connecticut.